# 潘有功
潘有功（？—1635年），字巨伯，號金城，南直隶苏州府吴江县平望镇人。明朝政治人物。

## 生平
天啓元年（1621年）辛酉科應天鄉試舉人，天啓二年（1622年）聯捷壬戌科進士。授中书舍人，素习武艺，崇祯三年（1630年）迁兵部车驾清吏司主事，五年迁职方司员外郎，明年晋郎中。擢陕西参议，至则摄关内守道事。七年八月，在陕西渭南与李自成部交战，斩首百余级。不久，调任靖虏道，与参将浦国忠偕行，十月抵达泾州（今甘肃泾川），城新破无人，野宿郊外，遭遇李部，登山自守，凡一昼夜，众人饥困，乃结队前行，遇埋伏溃散，有功落马伤肋下。逃至任所，以军务烦忙，力疾视事。八年二月李部退去，他因积劳伤病，卒于官。

## 家族
弟潘有权，字仲衡，兄贵后杜门著述，不事干谒，识者高之。